# Tribut de les cent donzelles
El tribut de les cent donzelles és una llegenda que hauria consistit en el reconeixement per part del Regne d'Astúries de la supremacia de l'Emirat de Còrdova. Va aparèixer segles després de la seva suposada data, per estimular la resistència als suposadament degenerats i lascius moros.

## La llegenda
L'any 783, Mauregato aconsegueix el tron asturià amb l'ajuda de Abderramán I, amb qui es compromet al pagament del tribut de les cent donzelles (verges) per la seva col·laboració. En 788, els comtes Arias i Oveco es van rebel·lar contra el rei Mauregato i el van matar com a venjança per haver atorgat als musulmans tal tribut. El rei Bermud I, el seu successor, vol acabar amb el tribut, substituint-ho per un pagament en diners. A Bermud li succeeix Alfons II el Cast (791–842), qui rebutja també el tribut en diners, i entra en batalla amb els musulmans per evitar el seu pagament, vencent en la batalla de Lutos i matant al capità musulmà Mugait, amb el que aconsegueix el seu propòsit.
Posteriorment Abderramán II, en temps del rei Ramir I d'Astúries, s'atreveix a demanar de nou el tribut.

## Influència en la ficció
El tribut és el desencadenant de l'acció en diverses obres de ficció, des del Segle d'Or fins a l'actualitat. Així, expliquem entre altres peces literàries amb la comèdia de Lope de Vega "Las famosas asturianas "(1612) i les novel·les històriques "El tributo de las cien doncellas" (1853) de Manuel Fernández i González i "La visigoda" (2006) d'Isabel San Sebastiàn. Forma part important també de la novel·la "El conde maldito" de Rafael Pérez i Pérez.